# Rakhiv
Rakhiv (tiếng Ukraina: Рахів) là một thành phố của Ukraina. Thành phố này thuộc tỉnh Zakarpattia. Thành phố này có diện tích ? km2, dân số theo điều tra dân số năm 2001 là 15241 người.
Trong chiến tranh thế giới thứ i, giáo sư Tomáš Garrigue Masaryk ở lại đó trong 1917-1918, như là mảng kỷ niệm tại khách sạn Ukraine kỷ niệm.

## Khí hậu
Rakhiv có khí hậu lục địa ẩm (phân loại khí hậu Köppen Dfb).
| Dữ liệu khí hậu của Rakhiv              | Dữ liệu khí hậu của Rakhiv | Dữ liệu khí hậu của Rakhiv | Dữ liệu khí hậu của Rakhiv | Dữ liệu khí hậu của Rakhiv | Dữ liệu khí hậu của Rakhiv | Dữ liệu khí hậu của Rakhiv | Dữ liệu khí hậu của Rakhiv | Dữ liệu khí hậu của Rakhiv | Dữ liệu khí hậu của Rakhiv | Dữ liệu khí hậu của Rakhiv | Dữ liệu khí hậu của Rakhiv | Dữ liệu khí hậu của Rakhiv | Dữ liệu khí hậu của Rakhiv |
| Tháng                                   | 1                          | 2                          | 3                          | 4                          | 5                          | 6                          | 7                          | 8                          | 9                          | 10                         | 11                         | 12                         | Năm                        |
| --------------------------------------- | -------------------------- | -------------------------- | -------------------------- | -------------------------- | -------------------------- | -------------------------- | -------------------------- | -------------------------- | -------------------------- | -------------------------- | -------------------------- | -------------------------- | -------------------------- |
| Trung bình ngày °C (°F)                 | −4.2 (24.4)                | −2.1 (28.2)                | 2.6 (36.7)                 | 8.4 (47.1)                 | 13.4 (56.1)                | 16.4 (61.5)                | 17.9 (64.2)                | 17.4 (63.3)                | 13.7 (56.7)                | 8.6 (47.5)                 | 3.0 (37.4)                 | −1.6 (29.1)                | 7.8 (46.0)                 |
| Lượng Giáng thủy trung bình mm (inches) | 44 (1.7)                   | 40 (1.6)                   | 40 (1.6)                   | 57 (2.2)                   | 83 (3.3)                   | 105 (4.1)                  | 94 (3.7)                   | 79 (3.1)                   | 51 (2.0)                   | 43 (1.7)                   | 49 (1.9)                   | 56 (2.2)                   | 741 (29.1)                 |
| Nguồn: Climate-Data.org                 |                            |                            |                            |                            |                            |                            |                            |                            |                            |                            |                            |                            |                            |

## Thành phố kết nghĩa
- Bielsk Podlaski, Ba Lan[4]
- Szeged, Hungary[5]

## Người nổi tiếng
- Mickola Vorokhta (sinh năm 1947), họa sĩ